# Badūria
Badūria är en ort i Indien.   Den ligger i distriktet North 24 Parganas och delstaten Västbengalen, i den östra delen av landet, 1 300 km sydost om huvudstaden New Delhi. Badūria ligger 9 meter över havet och antalet invånare är 49 547.
Terrängen runt Badūria är mycket platt. Runt Badūria är det mycket tätbefolkat, med 1 632 invånare per kvadratkilometer. Närmaste större samhälle är Basīrhat, 11,6 km sydost om Badūria. Trakten runt Badūria består till största delen av jordbruksmark.